# Hyllisia variegata
Hyllisia variegata är en skalbaggsart som beskrevs av Aurivillius 1907. Hyllisia variegata ingår i släktet Hyllisia och familjen långhorningar.
Artens utbredningsområde är:
- Benin.
- Liberia.
- Togo.

Inga underarter finns listade i Catalogue of Life.